# هلثی‌ویمن
هلثی‌ویمن (انگلیسی: HealthyWomen؛ معنای تحت‌اللفظی: زنان سالم) یک سازمان غیرانتفاعی آمریکایی است که به دنبال ارائه اطلاعات عمیق و تأیید شده توسط سازمان‌های پزشکی در مورد طیف گسترده‌ای از موضوعات مهم برای سلامت زنان و افزایش آگاهی از آن مسائل از طریق آموزش و حمایت است. این مرکز به عنوان مرکز ملی منابع سلامت زنان در سال ۱۹۸۸ توسط دکتر ویولت بوون هیو تأسیس شد و در ابتدا با بیمارستان زنان کلمبیا در واشینگتن دی سی مرتبط بود از آن زمان در رد بانک، نیوجرسی واقع شده‌است. بخشی از بودجه این مرکز از سوی شرکت‌های تولیدکننده محصولات مصرفی و داروسازی تأمین می‌شود. این سازمان یک خبرنامه به نام گزارش ملی سلامت زنان منتشر کرده‌است. در سال ۲۰۰۹ نام خود را به زنان سالم تغییر داد. زنان سالم برای برنامه‌ریزی و اجرای وبینارها، بروشورها و مقالات مرتبط با سلامت و تندرستی با شرکت‌هایی مانند Health Advocate همکاری نزدیکی دارد.